# Иван Бояджиев (график)
Вижте пояснителната страница за други личности с името Иван Бояджиев.
Иван Григоров Бояджиев е български график.

## Биография
Роден е на 3 септември 1900 година в плевенското село Тотлебен. Той е самоук художник, който създава предимно портретна графика. Участва в общи художествени изложби. Негови творби са: „Собствен портрет“ (1927), „Улица“ (1928), „Залез“ (1928), „Чешма“ (1952), „Георги Димитров“ (1952), „Станке Димитров – Марек“ (1952), „Васил Коларов“ (1952), „Александър Стамболийски“ (1954) и други. Умира на 21 март 1974 година в София.